# Лало Саламанка
Эдуардо «Лало» Саламанка (англ. Eduardo "Lalo" Salamanca) — персонаж из вселенной сериалов «Во все тяжкие» и его приквела «Лучше звоните Солу», созданных Винсом Гиллиганом и Питером Гулдом. Лало является членом мексиканского наркокартеля, созданным его дядей Гектором Саламанкой, доном Эладио Вуэнте и Хуаном Болсой.
Лало Саламанка впервые появляется в четвёртом сезоне «Лучше звоните Солу» как харизматичный, но жестокий и хитрый криминальный босс, который становится ключевым антагонистом в противостоянии с Гусом Фрингом.
Лало Саламанка, сыгранный актёром Тони Далтоном, быстро завоевал популярность среди зрителей благодаря своему обаянию и непредсказуемости. Многие критики описывали персонажа как одного из лучших кино-злодеев последних лет.

## Характер и концепция персонажа
«Лучше звоните Солу» — это спин-офф сериала «Во все тяжкие». Персонаж Лало Саламанка не появляется в оригинальном сериале, но его имя упоминается при первом появлении Сола Гудмана. Когда Джесси Пинкман и Уолтер Уайт похищают Сола, последний предполагает, что их послал Лало Саламанка. В «Лучше звоните Солу» история взаимоотношений Лало и Сола раскрывается более детально, показывая, как Лало Саламанка втянул Сола в мир преступности.
Хотя Лало Саламанка упоминался как главный «бугимен» во втором сезоне «Во все тяжкие», у сценаристов не было чёткой концепции его личности и мотивов. Сценарист Питер Гулд планировал ввести Лало ещё в первом сезоне «Лучше звоните Солу», но Винс Гиллиган был против. Он считал, что главный злодей сериала должен быть более разработанным персонажем, отличаться от других членов семьи Саламанка и стать достойным соперником Гусу Фрингу. Лало Саламанка был назван в честь композитора Лало Шифрина.
На роль Лало Саламанки был утверждён американский актёр мексиканского происхождения Тони Далтон. Гиллиган и Гулд дали Далтону свободу изображать Лало так, как он считал нужным. Актёр внёс значительный вклад в развитие персонажа, импровизируя и добавляя ему уникальные черты. Далтон противопоставлял Лало и Гуса через контрасты: если Гус вёл себя сдержанно, то Лало был непринуждённым и обладал свободным языком тела. В результате Лало Саламанка оказался харизматичным, лёгким в общении, но при этом хладнокровным убийцей.
Vulture описал Лало Саламанку следующим образом: «Он из тех, кто сожжёт отель и его владельца за неуважение к своей семье, а затем развернётся и подарит своему дяде-инвалиду звонок с отельной стойки в качестве сувенира, чтобы помочь ему общаться». В многочисленных интервью Далтон заявлял, что ему действительно доставляло удовольствие играть Лало, поскольку герой был полон противоречий. Несмотря на свою харизму, он обладал невероятной жестокостью, но при этом вызывал симпатию у людей.
О появлении Лало Саламанки в сериале было объявлено на саммите телеканала АМС, прошедшем в июне 2018 года в Нью-Йорке. Герой впервые появился в восьмом эпизоде четвёртого сезона, вышедшем в сентябре 2018 года.

## Биография персонажа

### Прибытие вАльбукерке
Эдуардо Саламанка, известный как «Лало», является одним из многочисленных племянников Гектора Саламанки, боевика наркокартеля дона Эладио Вуэнте. Эдуардо родился в Мексике и воспитывался своим дядей Гектором. С раннего возраста он успешно продвигался по иерархии мексиканского картеля. Став одним из солидеров картеля и заслужив уважение, он обосновался в охраняемом коттедже в Мексике.
Появление Лало в Альбукерке связано с инсультом Гектора — после практически полного паралича Гектор больше не способен управлять наркобизнесом. К инсульту причастен «правая рука» Гектора, Начо Варга, тайно работающий на врага Саламанки — другого члена картеля Эладио, Гуса Фринга. По прибытии Лало первым делом навещает Гектора в доме престарелых и прикрепляет звонок к его инвалидной коляске, чтобы Гектор мог общаться с помощью указательного пальца правой руки. Затем Лало отправляется в ресторан Гуса Фринга Los Pollos Hermanos и благодарит Гуса за первую помощь, оказанную его дяде. В беседе с Фрингом Лало также намекает, что глава картеля Эладио манипулирует конфликтами между домами. Гус понимает, что Лало пытается заставить его выразить недовольство картелем, и отвечает, что «удовлетворен нынешним соглашением», после чего пожимает руку Лало перед его уходом.
Саламанка просит Начо показать место, где Саламанки получают наркотики, когда машины Гуса привозят их из Мексики. Начо привозит Лало на куриную ферму, где Саламанка начинает следить за людьми Фринга. В частности, Лало наблюдает за помощником Фринга Майком Эрмантраутом, который отправился на поиски Вернера Циглера — инженера, отвечавшего за строительство большой секретной лаборатории по производству метамфетамина под промышленной прачечной Гуса. Проект значительно отставал от графика, и Вернер уехал, чтобы увидеться с женой, после чего Гус решил его убить, отправив Майка на задание.
Майк замечает слежку и устраивает небольшую аварию, чтобы замедлить Лало. Несмотря на это, Лало удаётся выяснить, что Майк заходил в офис почтовой службы TravelWire. Пытаясь узнать, за кем следует Майк, Саламанка также заходит в офис и требует у сотрудника по имени Фред предоставить ту же информацию, что и Майку. После его отказа Лало убивает Фреда и просматривает записи с камер наблюдения. Там он видит брошюры, которые взял Майк. Вычислив отель, где остановился Вернер, Лало звонит туда и расспрашивает его о секретном строительном объекте. Однако разговор прерывается — в этот момент Майк находит Вернера и отбирает у него телефон.

### Война с Гусом Фрингом
В начале 5 сезона Лало Саламанка пытается выяснить правду о Вернере Циглере и Майке, и как они связаны с секретным строительным проектом Гуса. Одновременно он узнаёт о проблемах с кокаином. Вместе с Начо Лало приезжает на склад, где хранятся пакеты с наркотиками, поставляемые с фермы Гуса. Лало проверяет каждую упаковку и обнаруживает, что некоторые пакеты не принадлежат картелю. Затем Лало встречается с Гусом и со-основателем картеля Хуаном Болсой, чтобы обсудить подменённый кокаин. Гус, зная от Майка о подозрениях Лало касательно Вернера, выдвигает ложное объяснение — якобы он заменил часть кокаина метамфетамином, потому что нанятый им для строительства охладителя для куриц инженер Вернер Циглер украл часть кокаина и сбежал. Лало делает вид, что верит Гусу, и просит показать строящийся объект. Вместо секретной метамфетаминовой лаборатории Гус показывает Лало и Болса массивную конструкцию для строительства промышленного охладителя; там же Лало знакомится с Майком.
Болса сообщает Гусу, что Эладио недоволен нарушением и предупреждает его больше не скрывать информацию от картеля. В то же время Болса выражает Лало недовольство его слежкой за Гусом и убийством сотрудника TravelWire. Лало отвечает, что он просто заботится об интересах своего дяди Гектора, который полагает, что Гус затаил обиду на картель после того, как Гектор казнил его подчинённого. Болса настаивает, что Гус занимается исключительно бизнесом, на что Лало выражает сомнение из-за неустановленного инцидента в Сантьяго. Болса отмечает, что Гус никогда не станет «одним из нас», но он приносит картелю хорошие деньги и делает Эладио счастливым. Лало отвечает, что у него больше нет претензий к Гусу.
Лало навещает своего дядю Гектора в доме престарелых и обсуждает с ним загадочный строительный проект Гуса — Лало не верит в версию Фринга о строительстве холодильной установки для куриц. Он также расстроен тем, что Болса и Эладио верят Гусу. Гектор намекает, что пока Гус зарабатывает деньги для картеля, ситуация не изменится. Позже Лало, Начо, Доминго, Карлос, Блинги и Хавьер сидят ночью и играют в покер. Доминго получает звонок о том, что у дилеров возникла проблема с кокаином, которую нужно решить. Доминго отправляется разобраться с проблемой, но его ловит полиция при попытке достать десять пакетов с кокаином из водосточной трубы.
Лало, Маус, Арло и Начо сидят в машине и наблюдают за местом преступления с безопасного расстояния, пока полиция готовится к обыску в тайнике. Лало спрашивает, удалось ли им сохранить что-нибудь из товара до прихода полицейских, но Маус говорит, что он все ещё находится в доме. Начо, которому Гус тайно поручил завоевать доверие Лало, решает взять дело в свои руки. Он забирается на крышу соседнего здания и прыгает на здание, где их банда хранит товар. Остальные напряженно наблюдают, как отряд спецназа выстраивается у двери и готовится ворваться. Начо проникает через крышу и собирает несколько мешков с товаром, а затем выпрыгивает через окно в тот момент, когда в здание врывается полиция. Он удивляет членов банды, возвращаясь к машине и неожиданно входя в пассажирскую дверь; Лало высоко оценивает его действия. Вернувшись в Эль-Мичоакано, Лало спрашивает Начо, как долго он знает Доминго и сидел ли тот раньше в тюрьме. Начо отвечает, что он долгое время был другом семьи и что Доминго не сидел в тюрьме, но будет держать рот на замке. Когда Лало смотрит на него, Начо спрашивает, хочет ли он, чтобы он позаботился об этом, но Лало отвечает, что у него на уме «кое-что получше» для Доминго.
Лало просит Начо привести адвоката из Альбукерке, Сола Гудмана. Лало приветствует напуганного Сола и заявляет, что впечатлен тем, как Сол два года назад использовал свои коммуникативные навыки, чтобы отговорить Туко от убийства скейтбордистов. Лало и Начо объясняют Солу, что хотят, чтобы он передал Доминго сообщение в столичном центре заключения, которое будет защищено адвокатской тайной. Сол пытается отказаться от этой работы, упоминая о высоких ставках, но Лало тут же передает ему плату наличными. Сол успешно выполняет задание и позже сообщает Начо и Лало, что не только Доминго передал информацию двум агентам Управления по борьбе с наркотиками, Хэнку Шрейдеру и Стивену Гомесу, но и стал их личным осведомителем, предоставив Лало «прямую горячую линию с Управлением по борьбе с наркотиками» на случай, если ему снова понадобится помощь. Лало поздравляет Начо с тем, что он нашел хорошего адвоката по уголовным делам, и намекает, что Сол снова будет работать на них, если они в этом нуждаются.
Начо рассказывает Гусу и Майку, что Лало собирается использовать Доминго, чтобы сдать всех дилеров Гуса и, возможно, разрушить его законный бизнес, сделав его бесполезным для картеля. С помощью информации от Начо, Майк убеждает свидетеля убийства сотрудника TravelWire сообщить в полицию номер машины Лало. После этого Майк передаёт информацию о местонахождении Лало через полицейский чат. Лало арестовывают, когда он едет по улице.
Против Лало, представляющегося псевдонимом «Хорхе де Гусман», выдвигаются обвинения в убийстве сотрудника TravelWire. Лало просит Начо привести Сола Гудмана, чтобы он защищал его в суде. В суде Сол заявляет о невиновности Лало, но судья всё равно отказывает в освобождении под залог. В разговоре с Солом Лало говорит, что хочет избежать суда и обвинения, стремясь только к освобождению под залог. Сол отмечает, что это будет очень сложно из-за серьёзности обвинений. Лало обещает сделать Сола «другом картеля», если он добьётся успеха. Позже Лало, находясь в тюрьме, добывает контрабандный телефон и звонит Начо, возвращая ему контроль над бизнесом. Он также приказывает Начо сжечь ресторан Los Pollos Hermanos, подозревая Гуса в своём аресте. Начо передаёт информацию Гусу, и тот решает освободить Лало. Майк предоставляет Солу информацию для освобождения Лало, включая то, что главного свидетеля тренировал частный детектив. Сол нанимает актёров, чтобы они сыграли роль подставной семьи Лало, доказывая его связи с Альбукерке. Судья соглашается на залог в размере 7 млн долларов наличными. Лало говорит, что может организовать получение денег, но Солу придётся забрать их лично.
В пустыне недалеко от мексиканской границы Сол получает от братьев Марко и Леонеля Саламанка две большие сумки с наличностью, но на обратном пути его останавливает банда грабителей. От гибели Сола спасает вооруженный снайперской винтовкой Майк Эрмантраут, который тайно следовал за ним. С деньгами они продолжают путь вместе на машине Сола, так как радиатор в пикапе Майка оказался прострелен. Вскоре выясняется, что генератор в машине Сола пробит пулей и ехать дальше она не может. Столкнув машину в овраг, они продолжают путь пешком через пустыню, преодолевая жажду и изнеможение, пытаясь поймать мобильную сеть и добивая одного из грабителей, выжившего в перестрелке и искавшего их. Не дождавшись Сола к утру следующего дня, Ким Векслер под видом адвоката Лало Саламанки встречается с ним в следственном изоляторе, пытаясь узнать возможное местонахождение Сола, но не получает от него никакой помощи.
Лало выходит на свободу благодаря залогу, который Сол привозит в Альбукерке. Сол объясняет Лало своё долгое отсутствие поломкой машины. Дома Сол скрывает от Ким своё приключение, но она находит простреленный стакан в его сумке. Майк докладывает Гусу Фрингу об инциденте, и Гус понимает, что нападавших послал Хуан Болса. Лало собирается скрыться от правосудия, и Начо отвозит его к мексиканской границе. В пустыне Лало находит машину Сола с пулевыми отверстиями и возвращается в Альбукерке. Лало приходит к Солу и требует правду о случившемся. Сол повторяет заготовленную легенду, в то время как Майк следит за Лало через телефон Сола. Ким, присутствующая при разговоре, защищает Сола и обличает Лало, после чего Лало уходит и велит Начо везти его в Мексику.

### Покушение и последствия
Прибыв в поместье, Лало знакомит Начо c горничной Иоландой, садовником Сесилио и остальными, говоря, что Начо — его друг с «севера», который останется на некоторое время. В тот же вечер Лало и Начо навещают Дона Эладио, где также присутствует Хуан Болса. Чтобы угодить Дону Эладио, Лало дарит ему новенькую машину с коробкой денег в багажнике. Затем он представляет Начо Эладио, рассказывая, что Начо заботился о территории Саламанки в Нью-Мексико после ухудшения здоровья Гектора.
Одновременно с этим Гус нанял несколько убийц, чтобы они ночью проникли на территорию Лало и убили его. Начо должен был открыть для них ворота в 3 часа ночи. Однако ночью Начо встречает отдыхающего и пьющего Лало у костра возле ворот. Лало предлагает Начо выпить и хвалит его за заслуженное расположение дона Эладио, утверждая, что Начо сам на полпути к тому, чтобы стать Саламанкой. Под предлогом принести спиртное, Начо идет в дом, устраивает задымление и возвращается к Лало, затем, воспользовавшись отсутствием Лало, отпирает ворота и впускает киллеров, а сам убегает. Лало удаётся перехитрить киллеров: он использует туннель, чтобы покинуть особняк, и расстреливает их, когда они спускаются за ним. Одного из выживших он заставляет позвонить заказчику и сообщить об успехе покушения.
После покушения Лало направляется в дом женщины по имени Сильвия, которая помогает ему обработать рану. В разговоре выясняется, что Лало профинансировал операцию в полости рта для её мужа, Матео. Затем Лало убивает семейную пару и сжигает тело Матео, чтобы сбить людей Гуса с нужного следа и создать впечатление, что это он сам погиб в пожаре.
Некоторое время спустя Лало едет в кузове пикапа недалеко от границы США и Мексики. Его высаживают в месте, где группу иммигрантов без документов загружают в потайной отсек грузовика с сеном. Прежде чем забраться внутрь, Лало берет мобильный телефон и звонит в дом престарелых Casa Tranquila, прося поговорить с Гектором. Он сообщает Гектору, что пережил нападение на комплекс, что за этим стоит Гус, и что он планирует вернуться в Альбукерке для мести. Используя колокольчик для связи, Гектор спрашивает, может ли Лало предоставить доказательства своих обвинений. Лало понимает, что знает, где их найти. Решив не пересекать границу на грузовике с сеном, Лало требует вернуть свои деньги у перевозчиков. Когда они отказываются, начинается перестрелка, в результате которой торговцы погибают. Лало оставляет иммигрантов невредимыми, угоняет пикап одного из торговцев и уезжает в противоположную сторону от границы.
Начо покончил с собой после столкновения с Болсой, людьми Гуса и Саламанками, признавшись перед этим Гектору в своей вине за его паралич. Он также сказал Гектору, что сожалеет, что не убил Лало своими руками. В то же время прокуратура опознала «Хорхе де Гусмана» как Лало Саламанку и попыталась привлечь Сола к его задержанию, утверждая, что если Сол не знал о псевдониме, то это не нарушит адвокатскую тайну.
Гус был убеждён, что Лало всё ещё жив, и рассредоточил своих людей по всему городу, пытаясь найти его следы. Майк предупреждает жену Сола, Ким, что Лало может появиться в любой момент, так как он разыскивает Сола. При этом Сол обнаруживает, что защита Лало сделала его изгоем среди сотрудников суда, но популярным среди местных преступников, желающих стать его клиентом.
Одновременно с этим Лало находится в Германии. В берлинском пабе он, выдавая себя за американского бизнесмена из Нью-Мексико, знакомится с вдовой Вернера, Маргарет Циглер. Она рассказывает Лало, что её муж погиб в результате «обвала» во время загадочных раскопок в Нью-Мексико; что юристы пришли к ней домой, чтобы собрать «собственнические» материалы, связанные с проектом; и что никто из команды Вернера, которого он якобы спас при обвале, не присутствовал на его похоронах. На следующий день Лало пробирается в дом Маргарет и находит там лейцитовый блок с измерительными весами — подарок сотрудников Вернера, которые работали в суперлаборатории Гуса. Он берет блок и замечает этикетку производителя, прикрепленную снизу. После этого Лало находит Каспера, бывшего члена раскопочной бригады Циглера в Германии и, победив его в драке, узнаёт, что Вернер руководил строительством «матери всех лабораторий по метамфетамину» Гуса Фринга.
Вернувшись из Германии, Лало прячется в ливневой канализации, откуда наблюдает за местом напротив ливневой канализации — Лавандерии Брилланте. Позже он снимает видео для Дона Эладио, раскрывая то, что он узнал от Каспера: Гус использовал Вернера Циглера, чтобы построить лабораторию по метамфетамину под прачечной. Лало намеревается штурмовать прачечную и убить всех охранников Гуса, тогда он сможет представить Эладио доказательства, которые не сможет опровергнуть ни одна легенда, выдвинутая Гусом. После этого Лало звонит в дом престарелых, чтобы поговорить с Гектором, однако пока медсестра идёт за дядей, он слышит шум в трубке и понимает, что Гус прослушивает линию. Лало ложно сообщает Гектору, что не может найти доказательств против Гуса и поэтому нападёт на него сегодня вечером, несмотря на гневные протесты Гектора. Лало видит, как Майк и группа мужчин выходят из прачечной и уезжают на внедорожнике.
Этой же ночью Лало появляется в квартире Сола и Ким, убивая находившегося там Говарда Хэмлина. Лало приказывает Солу поехать к дому Гуса, убить его и сфотографировать труп, в то время как Ким останется рядом с Лало. Лало даёт ему час на выполнение задания, но Сол пытается убедить Лало отправить вместо него Ким. Лало сомневается, что Ким выполнит план, но Сол настойчиво убеждает его, и раздражённый Лало наконец соглашается. Лало напоминает Ким надеть туфли и запускает таймер, отсчитывающий час, отведённый на выполнение задания. Наблюдая за уходом Ким, Лало спрашивает, как такой человек, как Сол, получил такую женщину, как Ким. Затем Лало связывает Сола и обвиняет его в причастности к покушению вместе с Начо. Он затыкает рот Солу свернутой рубашкой и обещает вернуться, после чего уезжает на его машине.

### Смерть
План Лало заключался в том, что Ким выманит людей Гуса из лаборатории, позволив ему устроить засаду на Гуса. Это срабатывает и в восьмом эпизоде шестого сезона «Направь и стреляй» Лало берёт Фринга в плен. Включив видеокамеру, Лало записывает видео для Эладио, в котором говорит, что Гус покажет ему суперлабораторию. Гус приводит Лало в место строительства лаборатории, и Саламанка высказывает свое восхищение планом, который в конечном итоге позволил бы Фрингу сместить Эладио и стать боссом всего картеля. Во время своей финальной речи рассказывает на камеру Лало о своей ненависти к Эладио и к Саламанкам, а затем пинает шнур питания и выключает свет. Лало стреляет в Гуса, однако тот успевает достать спрятанный в экскаваторе пистолет и выстрелить в Лало. После окончания перестрелки Гус включает резервное освещение экскаватора и видит смертельно раненого Лало, лежащего на спине и кашляющего кровью. Он подходит и наступает на пистолет Лало, чтобы не дать ему снова атаковать. Перед смертью Лало смеется, глядя в глаза Гуса. Гус оставляет тело Лало на месте строительства лаборатории и возвращается наверх.

### Влияние
Тело Лало было захоронено под полом суперлаборатории, вместе с оружием и видеокамерой.Правда о смерти Лало была известна лишь немногим людям: общественность считала, что он погиб ранее в своём доме при покушении. Сол и Ким узнали от Майка, что Лало «больше не вернётся». Впоследствии Гектор раскрывает Эладио и Болсе правду о роли Гуса в покушении на убийство и говорит им, как сильно Гус их ненавидит. Однако Эладио и Болса не верят Гектору, а Марко и Леонель, видя обгоревшее тело двойника Лало, скептически относятся к обвинению. В конечном итоге Ким и Сол расстаются, чему во многом способствовала смерть Ховарда. Это привело к полной трансформации Сола в адвоката по уголовным делам после отъезда Ким из Альбукерке, поскольку он считал, что теперь ему нечего терять.
В 2008 году, когда Уолтер Уайт и Джесси Пинкман похищают Сола, чтобы заставить его представлять Бэджера, арестованного за продажу метамфетамина, напуганный Сол считает, что их послал Лало, и восклицает: «Это был не я! Это был Игнасио!». Сол испытывает облегчение, когда Уолтер и Джесси подтверждают, что они не имеют никакого отношения к Лало. Когда Джесси спрашивает, кто такой Лало, Сол отклоняет вопрос, не давая никаких объяснений. В 2010 году Сол всё ещё не до конца убеждён в смерти Лало, назвав его «очевидно» мёртвым во время телефонного разговора с Ким. После того как Сол сообщил, что Майк и Гус теперь тоже мертвы, Ким признаётся прокурорам и вдове Ховарда, Шерил, в истинной природе смерти Ховарда. В своих показаниях она называет Лало убийцей Ховарда, но признаёт перед Шерил, что, хотя у неё есть основания для иска о неправомерной смерти, Ким, скорее всего, не будет подвергнута уголовному преследованию, так как большинство свидетелей мертвы, а местонахождение тел Лало и Ховарда остаётся неизвестным.

## Оценка
Лало Саламанка был признан многими критиками одним из лучших злодеев на телевидении. Редактор Uproxx заявил, что Лало является одним из лучших персонажей вселенной «Во все тяжкие». Обозреватель Колин МакКормик назвал его «непредсказуемым, неостанавливаемым, харизматичным, грозным». IndieWire сравнили и отметили сходство Лало с Антоном Чигуром из фильма «Старикам тут не место».